# توکانچه سبز
توکانچه سبز(نام علمی: Aulacorhynchus) نام یک سرده از تیره توکان است.

## گونه‌ها
- توکانچه آبی‌نواری (Aulacorhynchus coeruleicinctis)
- توکانچه نوک‌بلوطی (Aulacorhynchus derbianus)
- توکانچه ویتلی (Aulacorhynchus whitelianus)
- توکانچه کفل‌زرشکی (Aulacorhynchus haematopygus)
- توکانچه ابروزرد (Aulacorhynchus huallagae)
- توکانچه زمردی (Aulacorhynchus prasinus)
- توکانچه نوک‌شیاری (Aulacorhynchus sulcatus)